# Ferovac
Ferovac je naselje u Požeško-slavonskoj županiji, u sastavu grada Kutjeva.

## Zemljopis
Ferovac je smješten 18 km istočno od Požege na cesti prema Našicama, 5 km južno od Kutjeva, susjedna sela su Grabarje na jugu, Kula na istoku i Bjeliševac na zapadu. 

## Stanovništvo
Prema popisu stanovništva iz 2011. godine Ferovac je imao 103 stanovnika.
| broj stanovnika |       |       |       | 92    | 151   | 128   | 88    | 60    | 159   | 179   | 170   | 154   | 145   | 142   | 118   | 103   | 74    |
|                 | 1857. | 1869. | 1880. | 1890. | 1900. | 1910. | 1921. | 1931. | 1948. | 1953. | 1961. | 1971. | 1981. | 1991. | 2001. | 2011. | 2021. |